# 聖母之土

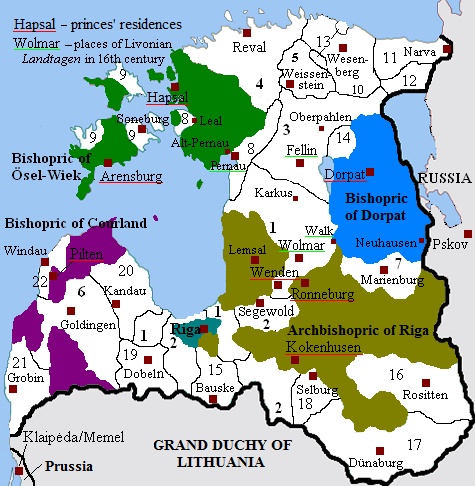
立窩尼亞戰爭前的聖母之土
利沃尼亞騎士團
庫爾蘭主教區
奧塞爾-韋克主教區
多爾帕特(Dorpat)主教區
里加
里加總主教區

聖母之土是中世紀利沃尼亚或舊利沃尼亚的官方名稱。它是在利沃尼亚十字军之後形成的，其領土由今天的愛沙尼亞和拉脫維亞組成。 它於1207年2月2日成立，最初作為神聖羅馬帝國的一個公國。1215年，教皇英諾森三世宣布它直接隸屬於羅馬教廷，聖母之土從此劃離神聖羅馬帝國。
|  |